# N-메틸-D-아스파르트산
N-메틸-D-아스파르트산(영어: N-methyl-D-aspartic acid, NMDA)은 NMDA 수용체에서 특정 작용제로 작용하는 아미노산 유도체로, 일반적으로 해당 수용체에서 작용하는 신경전달물질인 글루탐산의 작용을 모방한다. 글루탐산과 달리 NMDA는 NMDA 수용체에만 결합하여 이를 조절하며 다른 글루탐산 수용체(예: AMPA 수용체 및 카인산 수용체)에는 영향을 미치지 않는다. NMDA 수용체는 예를 들어 알코올 금단 증상으로 인해 과활성화될 때 특히 중요하다. 이는 불안과 때로는 간질성 발작과 같은 증상을 유발하기 때문이다.

## 생물학적 기능
1962년에 J. C. 왓킨스(J. C. Watkins)는 이전에 알려진 N-메틸-DL-아스파르트산의 이성질체인 NMDA를 합성했다고 보고했다. NMDA는 수용성 D-α-아미노산으로, N-메틸 치환기와 D-입체배치를 가지고 있는 아스파르트산 유도체이며, 창고기부터 포유류에 이르기까지 모든 척삭동물에서 발견된다. 항상성 조절에서 NMDA는 신경전달물질이자 신경내분비 조절인자로서 필수적인 역할을 한다. 증가하다가 독성 수준에 이르면 NMDA는 신경보호 효과를 나타낸다. 과도한 양의 NMDA는 흥분 독소가 된다. 행동 신경과학 연구는 NMDA 흥분독성을 활용하여 피험 동물의 뇌 또는 척수의 특정 영역에 병변을 유도하여 행동 변화를 연구한다.
NMDA 수용체의 작용 메커니즘은 특정 작용제가 NR2 소단위체에 결합한 후 비특이적인 야이온 통로가 열려 세포 내로 Ca2+와 Na+가 유입되고, 세포 밖으로 K+가 유출되는 것이다. 따라서 NMDA 수용체는 글루탐산이 시냅스에 있고, 동시에 시냅스 후 막이 이미 탈분극되어 있는 경우에만 열린다. 이는 신경 수준에서 동시발생 감지기 역할을 한다. NMDA 수용체의 활성화로 생성되는 흥분성 시냅스 후 전위(EPSP)는 또한 세포 내 Ca2+의 농도를 증가시킨다. Ca2+는 다양한 세포 신호전달 경로에서 2차 전달자로 기능할 수 있다. 이 과정은 여러 가지 내인성 및 외인성 화합물에 의해 조절되며 광범위한 생리학적(예: 기억) 및 병리학적 과정(예: 흥분독성)에서 핵심적인 역할을 한다.
|  |

## 길항제
NMDA 수용체의 길항제 또는 보다 적절하게는 수용체 통로 차단제의 예로는 APV, 아만타딘, 덱스트로메토르판(DXM), 케타민, 마그네슘, 틸레타민, 펜시클리딘(PCP), 릴루졸, 메만틴, 메톡세타민(MXE), 메톡페니딘(MXP), 키뉴렌산 등이 있다. 디조실핀은 일반적으로 전형적인 NMDA 수용체 차단제로 간주되며 연구에 가장 일반적으로 사용되는 제제이지만, 동물 연구에서는 어느 정도의 신경독성이 나타났으며 이는 인간에게도 나타날 수 있고 나타나지 않을 수도 있다. 이러한 화합물은 일반적으로 NMDA 수용체 길항제라고 한다.

## 같이 보기
- 항NMDA 수용체 뇌염
- NMDA 수용체
- AMPA
- AMPA 수용체

## 더 읽을거리
- Watkins, Jeffrey C.; Jane, David E. (2006), “The glutamate story”, 《Br. J. Pharmacol.》 147 (Suppl. 1): S100–S108, doi:10.1038/sj.bjp.0706444, PMC 1760733, PMID 16402093
- Blaise, Mathias-Costa; Sowdhamini, Ramanathan; Rao, Metpally Raghu Prasad; Pradhan, Nithyananda (2004), “Evolutionary trace analysis of ionotropic glutamate receptor sequences and modeling the interactions of agonists with different NMDA receptor subunits”, 《J. Mol. Model.》 10 (5–6): 305–316, doi:10.1007/s00894-004-0196-7, PMID 15597199, S2CID 19993673